# Artimpasa
Artimpasa var en gudom ur skytisk mytologi. 
Hon var fruktbarhetens gudinna. 
Artimpasa blev genom interpretatio graeca av grekerna jämställd med Afrodite. 